# Go Go Ackman (jeu vidéo, 1994)
Go Go Ackman est un jeu vidéo de plates-formes tiré du manga Go! Go! Ackman d'Akira Toriyama. Il est sorti sur Super Famicom en 1994.

## Système de jeu
Le joueur incarne Ackman, un jeune démon qui doit lutter contre des anges. Physiquement, Ackman ressemble beaucoup à Trunks, le personnage de Dragon Ball dont Akira Toriyama est aussi l'auteur.
L’humour est également très présent.
Le joueur acquiert différentes armes tout au long du jeu : pistolets, épées, bombes...

## Accueil
François Garnier de Consoles +, conquis, attribue à Go Go Ackman la note de 89%, et le qualifie de jeu « vraiment très fun » et « très varié, aussi bien au niveau des graphismes que sur le plan de l'action. » Il déclare « [avoir] pris du plaisir à retrouver le monde burlesque de Toryama. »
Olivier Prézeau de Joypad, donne à Go Go Ackman la note de 83%, et le décrit comme « un sacré bon petit jeu d'action aux graphismes superbes et à l'humour japonais grinçant. La maniabilité est excellente et l'on progresse sans jamais s'ennuyer. [Il le] conseille à tous les amateurs d'action mais aussi d'anim' japonaise, une réussite ! »
Stéphane Buret de Player One se montre pour sa part nettement moins enthousiaste. Il relève comme points positifs la présence d'« un héros de Toriyama » et « le côté combat ([pas assez développé] mais présent) ». Mais selon le testeur, « les programmeurs auraient dû un peu plus peaufiner leur jeu ! On y retrouve simplement les éléments de base du genre [plate-forme.] [...] Bref, rien d'original, à part peut-être les séquences où l'on dirige des véhicules. »